# Dennis Rommedahl
Dennis Rommedahl, född 22 juli 1978 i Köpenhamn, är en före detta dansk fotbollsspelare som var känd för sin snabbhet. Han spelade främst i Nederländernas Eredivisie och hade en 13 år lång karriär på Danmarks fotbollslandslag, som han representerade i 126 matcher. Han är den utespelaren som spelat flest landskamper för Danmark (endast målvaktslegendaren Peter Schmeichel har uppträtt fler gånger).
Rommedahl inledde sin proffskarriär 1995 i danska Lyngby FC. 1997 köptes han av nederländska PSV Eindhoven, som sedan lånade ut honom till RKC Waalwijk. 1998 återvände han till PSV Eindhoven och här gjorde Rommedahl mycket stor succé. Han vann Eredivisie med sitt lag. 
2004 lämnade Rommedahl nederländsk fotboll för engelska Charlton Athletic FC. 2007 återvände han till den holländska ligan för spel i AFC Ajax. Efter att ha haft svårt att ta en plats i startelvan i grekiska storklubben Olympiakos valde Rommedahl att återvända hem till Danmark och Brøndby IF sommaren 2011. Efter två säsonger med begränsad framgång, gick flyttlasset sommaren 2013 åter till Nederländerna då Rommedahl skrivit på för RKC Waalwijk 15 år efter sin första sejour i klubben. Rommedahl blev dock skadad innan han hann få sin debut och i januari 2015 meddelade klubben att man kommit överens om att bryta kontraktet sex månader innan det gick ut. Detta blev slutet på Rommedahls karriär.